# Fememord
Fememord war eine Bezeichnung für den Mord an angeblichen Verrätern innerhalb rechter Gruppierungen, besonders in den 1920er Jahren. Auch in neuerer Zeit wurden ähnliche Morde in einigen Medien als Fememord bezeichnet.
Der Begriff ist aber zu unterscheiden von politischen oder anderen Morden.

## Begriffsbestimmung

### Fememord
Feme (von mittelniederdeutsch veime „Strafe“) bezeichnet im Sprachgebrauch rechtsextremer Gruppierungen  einen Akt der Selbstjustiz, die Tötung von „Verrätern“. Diese waren ihrer Meinung nach grundsätzlich gegen die Interessen dieser Gruppierung vorgegangen, zum Beispiel durch öffentliches Bekanntmachen von internen Informationen oder andere Schädigungen.
So hieß es in der Satzung der Organisation Consul, eines rechtsterroristischen, antisemitischen Geheimbunds in den 1920er Jahren: „Verräter verfallen der Feme“.
Im November 1925 veröffentlichte die Zeitschrift Die Weltbühne einen anonymen Artikel von Carl Mertens über Fememorde an mehr als zwanzig Mitgliedern rechtsgerichteter Gruppen.

### Unterscheidung von politischen Morden
Fememord ist grundsätzlich zu unterscheiden von politischen Morden und Morden mit anderen Motiven.
Der Publizist Emil Julius Gumbel verwendete in seiner Schrift Vier Jahre politischer Mord (1922) nie diesen Begriff, da dieser sich seiner Meinung nach allein auf Morde an den eigenen Mitgliedern innerhalb rechter Organisationen beschränkte.
Ähnlich unterschied ein Reichstagsausschuss 1926 Fememorde von anderen politischen Morden, indem er die Verwendung des Begriffs auf die von einer Gruppe geplante Ermordung von Geheimnisverrätern beschränkte, auch innerhalb linksextremer Gruppierungen.
Auch in der modernen Sozialforschung ist diese Trennung weitgehend üblich.

## Opferzahlen
Nahezu alle diese Fememorde ereigneten sich in den unruhigen Anfangsjahren der Weimarer Republik. Ein Höhepunkt wurde erreicht, als im Jahr 1923 Inflation (bis hin zur Hyperinflation), alliierte Ruhrbesetzung, Hitlerputsch und separatistische Bestrebungen das Deutsche Reich erschütterten. Insgesamt fielen, Fememorde inbegriffen, bis 1924 fast 400 politische Gegner rechtsradikalen und nationalsozialistischen Attentaten der Organisation Consul, des Bundes Wiking, der Schwarzen Reichswehr, der Sturmabteilung Roßbach, der bayerischen Einwohnerwehr und deren Nachfolgeorganisationen zum Opfer.

## Reaktionen
Der Statistiker Emil Julius Gumbel war der Erste, der versuchte, das Phänomen systematisch und für ganz Deutschland zu erforschen. Mit dem Bericht Vier Jahre politischer Mord, den er 1922 vorlegte (später fortgeschrieben unter dem Titel: Vom Fememord zur Reichskanzlei), veröffentlichte er eine Zusammenfassung seiner Nachforschungen. Gumbel war wegen dieser Studie schweren Drohungen ausgesetzt.
Die polizeilichen und gerichtlichen Untersuchungen der Femeverbrechen verliefen schleppend, die Mörder, soweit sie identifiziert wurden, kamen mit geringen Strafen oder sogar mit Freispruch davon. Die offenbaren Mängel in der Rechtsverfolgung beschäftigten während der Weimarer Zeit mehrere Parlamente: 1920 setzte der Bayerische Landtag einen eigenen Untersuchungsausschuss ein, um das Femeverbrechen an dem Reichswehrsoldaten Hans Dobner zu untersuchen. 1924 wurde im Preußischen Landtag der Untersuchungsausschuss „Politische Morde“ eingesetzt, zwei Jahre später ein weiterer Untersuchungsausschuss. Auf Antrag der SPD sollte im Januar 1926 ein Untersuchungsausschuss des Reichstags, unter der Bezeichnung „Feme-Organisationen und Fememorde“ diese Verbrechen und ihr politisches Umfeld in Parteien, Reichswehr und Justiz aufklären. Das Vorhaben wurde von Anfang an durch die rechtslastige parlamentarische Mehrheit, die verweigerte Kooperation der bayerischen Justizbehörden und nicht zuletzt durch die damalige Unentschlossenheit der SPD selbst behindert.

## Als Fememord bezeichnete aktuellere Fälle
Ähnliche Taten wurden auch in neuerer Zeit als Fememorde bezeichnet, so der Mord am linken Studenten Ulrich Schmücker am 5. Juni 1974, der Mord an Joachim Peiper am 14. Juli 1976, der Mord am ANS-Aktivisten Johannes Bügner am 29. Mai 1981, der Mord an dem Skinhead und Neonazi Gerd-Roger Bornemann am 2. Februar 1987 oder der Mord am Bundesgrenzschützer Hans Plüschke 1998. Heute wird der Begriff eher mit Selbstjustiz oder Lynchjustiz gleichgesetzt.